# Claude-Louis de La Châtre
Claude-Louis de La Châtre (ur. 30 września 1745 w Paryżu, zm. 13 lipca 1824 w Meudon) – francuski arystokrata  marszałek polowy Francji, urzędnik dworu królewskiego Ludwika XVIII, par Francji od 1815, książę de La Châtre od 1817.
Żonaty z Marią Szarlotą Bontemps  (ślub 1788), z którą miał syna Alfonsa Ludwika Mikołaja de La Châtre, wicehrabiego de Nançay.

Od 1788 marszałek polowy armii francuskiej króla Ludwika XVI.
W czasie rewolucji francuskiej na emigracji. Pozostał lojalny do następcy tronu Hrabiego Prowansji, przyszłego Ludwika XVIII. W 1814 po przywróceniu monarchii Burbonów został generałem lejtnantem i wysokim urzędnikiem królewskiego rządu francuskiego. W 1815 został parem Francji. W 1817 jego przyjaciel król Ludwik XVIII utworzył specjalnie dla niego nowy tytuł księcia de La Châtre.
Miłośnik sztuki i muzyki. Korespondował z Ludwigiem van Beethovenem.
Komandor Połączonych Zakonów św. Łazarza z Jerozolimy i Najświętszej Marii Panny z Góry Karmel.

W 1814 Hrabia Prowansji jako Ludwik XVIII wstąpił na tron Francji i zrzekł się funkcji wielkiego mistrza połączonych zakonów (uszanowując niezależność ponadnarodowego zakonu św. Łazarza przyjął zaś tytuł suwerena królewskiego zakonu NMP z Góry Karmel i protektora zakonu św. Łazarza).
Klaudiusz Ludwik został wtedy wyznaczony na namiestnika wielkiego magisterium obu zakonów. W 1816 utworzył Radę Oficerów (złożoną z 16 wyższych oficerów obu zakonów), wraz z którą zarządzał zakonami aż do śmierci w 1824. (W tym czasie kanclerzem generalnym zakonnej Rady Oficerów był książę Ludwik du Prat-Taxis.)